# Hasenhaarschneiderei

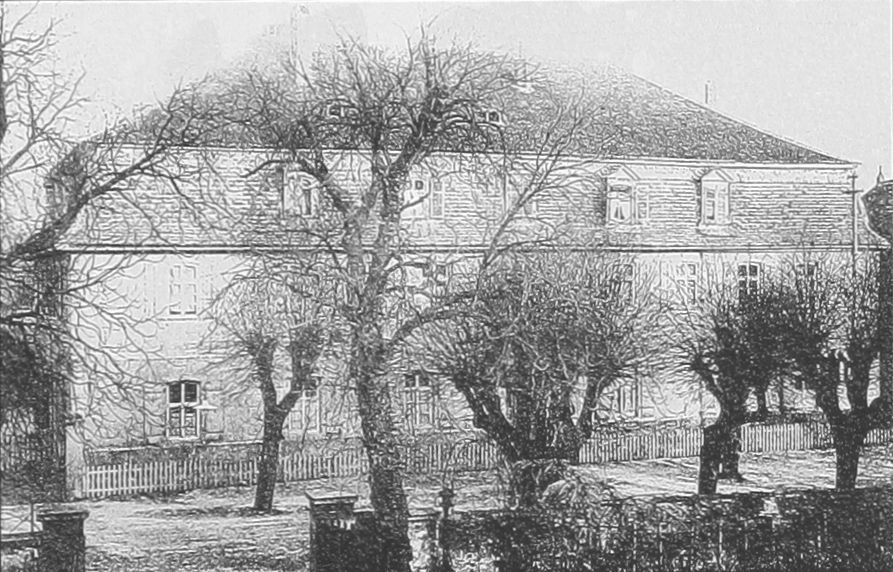
Gebäude der ehemaligen Hasenhaarschneiderei Stein in Rüsselsheim

In der Hasenhaarschneiderei wurden durch Scheren oder Rupfen von Hasenfellen und Kaninchenfellen, fachsprachlich Kaninfell, sowie eventuell anderen geeigneten Fellarten Haare für Hutfilze und Garne gewonnen.

## Allgemein

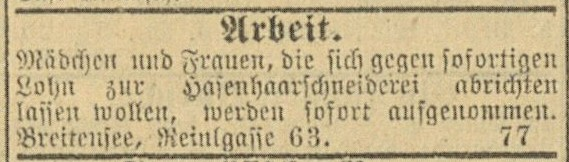
Stellenangebot im Neuen Wiener Tagblatt für „Mädchen und Frauen“ in der Hasenhaarschneiderei (Wiener Bezirksteil Breitensee, 1895)

Die Verwertung des Fells des Feldhasen als Scherware war bedeutender als seine Nutzung für Pelzkleidung, auch der Anteil der weniger gut filzenden Schneidekaninchenfelle bei der Kaninfellverwertung ist erheblich. Aus einem mittelgroßen Kaninfell können etwa 40 Gramm Haare gewonnen werden.
Aus Hasenhaaren oder Kaninchenhaaren wurden besonders feine Hutfilze und Garne hergestellt. Zusammen mit Baumwolle oder Seide versponnen ergaben sie Fäden, hauptsächlich für Samtgewebe und für die Strumpfwirker. Auch von weiteren, eigentlich der Pelzmode zugeordneten Fellarten wurde das Haar zeitweise für spezielle Filze verwendet. Die besondere Eignung zum Filzen hängt wesentlich davon ab, dass die Haare nicht hart und starr, sondern weich sind sowie eine gewisse Kräuselung aufweisen.
Es lässt sich wohl nicht genau bestimmen, seit wann Filzhüte hergestellt wurden. Die letzten Hinweise auf die vielleicht um 1800 entstandenen Hasenhaarschneidereien verlieren sich in der ersten Hälfte des 20. Jahrhunderts. 1824 wird eine in England eingesetzte erste Haarschneidemaschine erwähnt. Mit der Einführung von Rupf- und Schermaschinen wurde sehr viel weniger Personal für das Trennen der Haare vom Leder benötigt. Immer mehr, zumindest größere Hutfabriken übernahmen diesen Arbeitsschritt selbst. Die Heimarbeiterbetriebe verschwanden ganz. Einen massiven Rückgang der Nachfrage brachte die Veränderung der Mode. Trugen insbesondere in der ersten Hälfte des 20. Jahrhunderts noch fast alle Männer und viele Frauen immer und fast überall einen Filzhut, schrumpfte diese Zahl seit den 1960er Jahren auf einen Bruchteil. Hutfilze kommen heute aus der allgemeinen Filz- beziehungsweise Hutstoffindustrie, die sich vor allem mit der Herstellung von Filzen aus Schafwolle befasst.
Führend in der DDR war in Guben, von 1961 bis 1990 Wilhelm-Pieck-Stadt Guben genannt, die Hut- und Hutstoffindustrie im VEB Vereinigte Hutwerke Guben. Ein nach der Wende gegründetes Unternehmen erinnert mit einer als „Gubhut“ angebotenen Kopfbedeckung daran. Hasenhaarhüte, wie beispielsweise der Fedorahut oder Biberfilzhüte (Sumpfbiber?) werden jedoch weiterhin angeboten. Als heute wesentliche Lieferanten von Hutstumpen werden neben anderen die USA, die Tschechische Republik, Polen, Portugal und China genannt.

## Gewinnung, Geschichte

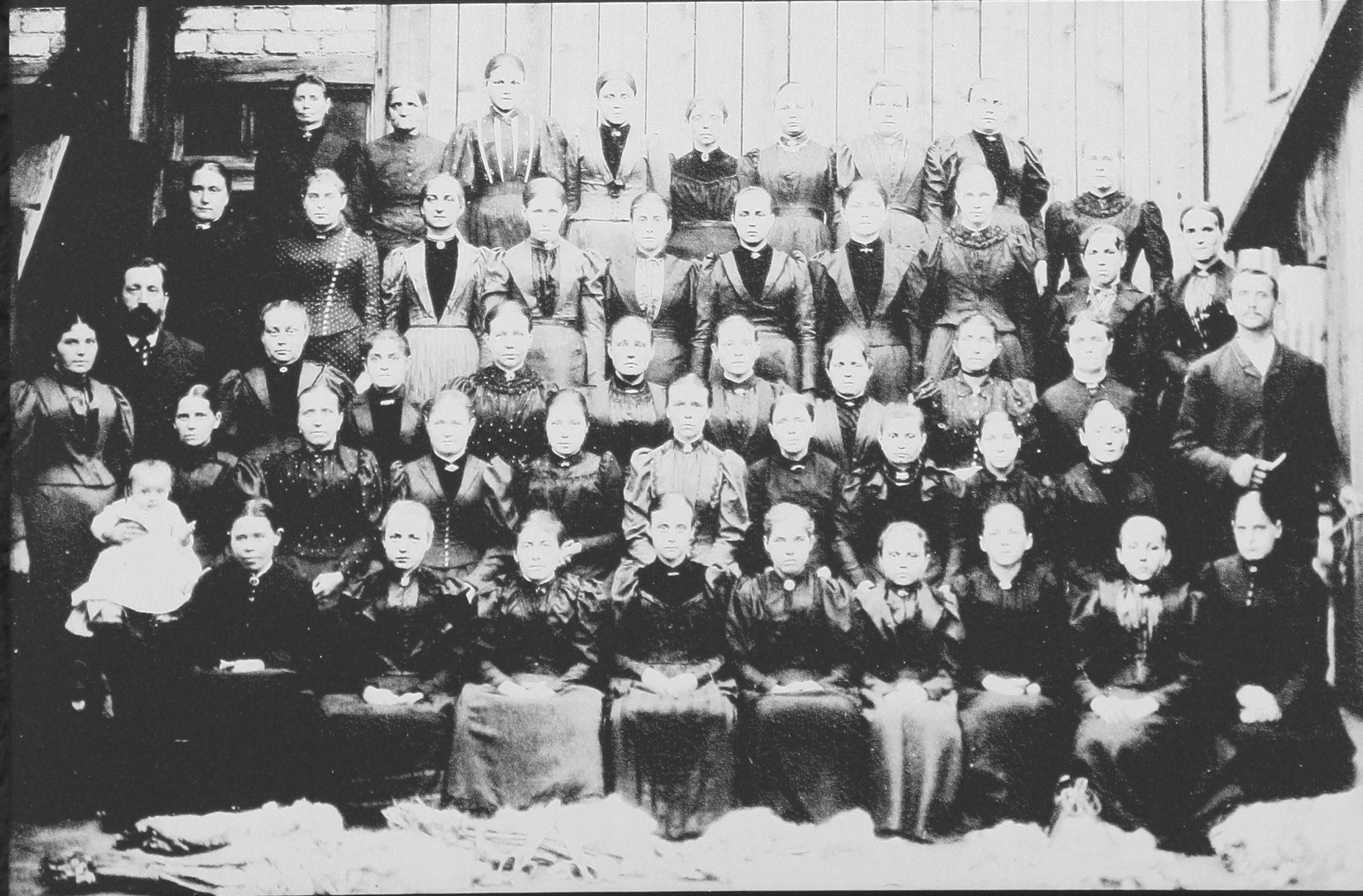
Belegschaft der ehemaligen Rüsselsheimer Hasenhaarschneiderei Schildge (um 1900)

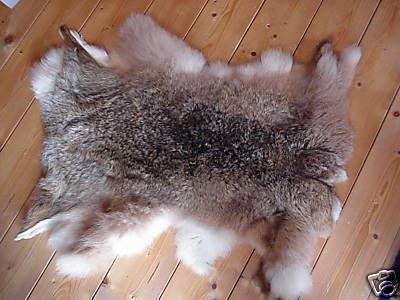
Hasenfell

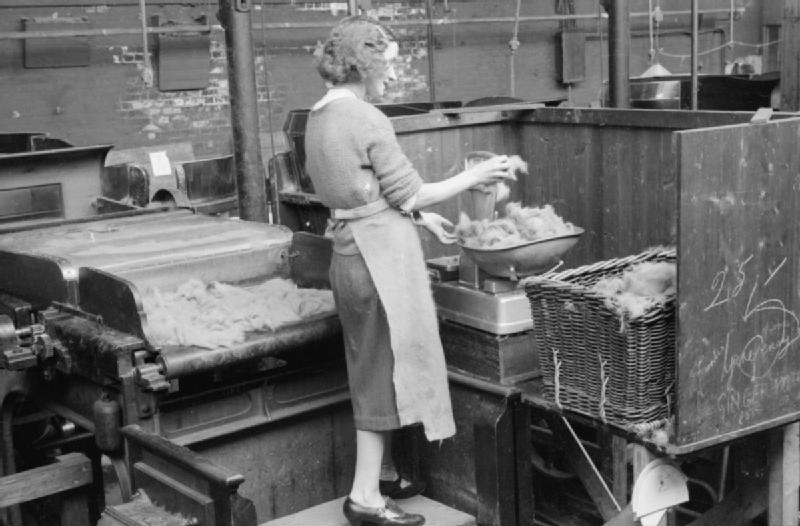
Kaninhaar wird verfilzt, in einer englischen Fabrik für Hüte aus Hasen- und Kaninfilz (1940)

Allein in Rüsselsheim bestanden früher vier Hasenhaarschneidereien. Mit 20 Personen lag die Zahl der Mitarbeiter höher als in anderen Handwerksbetrieben. In der Rüsselsheimer Manufaktur Stein arbeiteten 1820 etwa 20 Personen, im Jahr 1860 waren es 51. Die große Beschäftigtenzahl erklärt sich, weil die Haargewinnung hier noch von Hand, nicht mit Maschinen ausgeführt wurde.
Ende des Jahres 1898 gab es in Wien 287 Gewerbeinhaber, die Mitglieder der gewerblichen Genossenschaft der Hutmacher und Hasenhaarschneider waren.
In einer Arbeit des amerikanischen Hutmachers John Thomson aus dem Jahr 1868 wird die damalige Praxis der Haarschneiderei beschrieben:

„Alle Materialien, die zum Filzen bestimmt sind, müssen vom Fell oder der Haut geschnitten und dürfen nicht ausgerupft werden, da ein gerupftes Haar mit der anhaftenden Wurzel sich immer in die Form eines Knopfes oder einer Knolle zusammenkringelt, was seine Weiterverarbeitung stark behindern würde. Beim Filzen bohren sich die Enden des Haares in die gesamte Haarmasse. Durch das Scheren erhält man an beiden Enden eine scharfe Spitze. Es hieß dort weiter: „Diese Regel gilt allgemein und ausnahmslos für alle Hut-Kürschner“, wobei die Bezeichnung Hutkürschner („hat furrier“) für diesen Berufszweig zumindest im deutschsprachigen Raum nicht üblich ist, der Beruf des Kürschners ist hier den Fellverarbeitern vorbehalten.

Bevor das Haar von den Fellen abgeschoren wird, müssen diese geglättet, angefeuchtet und gereinigt werden. Die überstehenden langen, groben, im gesamten Fell verstreuten Grannenhaare müssen entweder durch Auszupfen, Abschneiden oder Scheren entfernt werden, die des Kaninchens und anderer werden ausgezupft, während, neben anderen, die des Hasen abgeschnitten werden. Um diese störenden Haare mit der Hand auszureißen, hat der Ausführende das Fell über das Knie gelegt und am Fuß festgeschnallt. Mit einem stumpfen Messer in der Hand werden die unerwünschten Grannen geschickt mit der Wurzel entfernt. Geschieht dies maschinell, so werden sie herausgezogen, indem sie zwischen zwei rotierende schlanke Walzen eingeklemmt werden. Das Fell wird dabei über ein scharfkantiges Brett gezogen, wobei diese Haare hervorstehen. Die Rollen rupfen die zum Filzen ungeeigneten starren Oberhaare heraus, ohne den übrigen Pelz zu verletzen.“

Das verbleibende Leder wurde der Lederindustrie zugeführt, nicht verwendbare Leder wurden, auch in Europa, zu Leim verarbeitet. Weitere, für Hutfilze neben Hasen- und Kaninfellen verwendete Fellarten waren zu der Zeit Biberfelle, Sealfelle (Felle der Pelzrobbe), Bisamfelle, wie es hieß auch eine Sorte der Affenfelle sowie Schafwolle aus Sachsen und Spanien, Kamelhaar und Ziegenhaar. Insbesondere war das Biberhaar gefragt, zur Anfertigung des Kastorhuts (castor = lat. Biber), eines Vorläufers des Zylinders. Für die vom 17. Jahrhundert bis etwa Mitte des 19. Jahrhunderts von Männern und Frauen getragene Kopfbedeckung eignete sich zum Verfilzen am besten die Sorte „Castor gras“, fette Biber. Das waren bereits verarbeitete Felle, die von den Indigenen Nordamerikas schon so lange getragen oder als Bettdecken benutzt waren, dass die Grannenhaare ausgefallen und das Wollhaar völlig verfettet war. Für sie wurden 4 ½ bis 5 Franc für das halbe Kilo bezahlt. Die nächste Qualität war „Castor demi gras“, noch nicht so lange getragene Biberpelze, mit einem Preis von 3 ½ Franc und zuletzt frische Felle mit 2 ½ Franc. Viel verwendet wurde auch das Unterhaar des Nutriafells, des Pelzes des Sumpfbibers.
In einer Beschreibung der Haarschneiderei aus dem Jahr 1828 wurden die überstehenden, festeren Haare des Hasenfells nicht völlig entfernt, sondern in einem als „Spitzen“ bezeichneten Arbeitsprozess nur bis zur Unterhaarlänge, im Bauch auch mehr, gekürzt. Der weitere Vorgang war ebenfalls äußerst diffizil und unterscheidet sich etwas von späteren Schilderungen:

„Das Schneiden und Rupfen des Haares geschieht, wie das Wollelesen, Sortiren und Krämpeln, entweder als erste Arbeit von Lehrlingen, oder von dazu gedungenen Personen. Geschah das Spitzen von unten hinauf, – also dem Haarwuchs entgegen – so geschieht das Schneiden des Haares auf umgekehrte Weise, nämlich dem Wuchse nach. Bei ganz gleichen, sorgfältig über Breter gezogenen Fellen ist es eine Arbeit, welch schnell gefördert werden kann; bei zusammengeschrumpften hingegen erfordert sie viel Zeitaufwand. Gemeiniglich geschieht dies auf folgende Art: Man nimmt ein Fell, legt es auf einen Tisch oder das auf eine Tafel gelegte Schneidebret, zieht mit den Fingern der linken Hand das Haar, seinem Wuchse nach, straff und schneidet solches mit Einem Striche an seiner Wurzel ab. Hierbei geht man nach und nach weiter, bis nur noch der Hals und die Seiten des Bauches übrig bleiben. Weil aber diese Theile des Felles zu weich und zu schwach sind, die Schnitte des Messers auszuhalten, so werden sie von dem übrigen, vom Haare bereits entblößten Theile getrennt, das Haar derselben aber wird mit der Scheere abgeschnitten. Man schneidet dann jedoch nicht das Haar, sondern das Fell, indem man ersteres in die linke Hand nimmt, mit dem Zeigefinger straff anzieht und nun über dem Daumen nach und nach ganz schmale Streifchen von letzterm abschneidet. Das hierdurch los gewordene Haar hält man in der hohlen Hand und legt es hinweg, wenn man nichts mehr fassen kann. Je schmäler diese Streifchen ausfallen desto weniger geht von der Länge des Haares verloren, indem solches hierdurch an seiner Wurzel abgeschnitten wird.
Das Haar sehr zusammengeschrumpfter, nicht zu erweichen und glatt zu machen gewesener Felle muß durchaus mit der Scheere abgesondert werden, indem man letztere in zwei bis drei Zoll breite Striemen schneidet oder reißt und dann von diesen, auf die eben erwähnte Art, schmale, höchstens Eine Linie breite, Streifchen abschneidet.“

Im Jahr 1898 wurde dann eine Maschine beschrieben, die das unerwünschte, abgeschnittene oder ausgerupfte Grannenhaar arbeitszeitsparend und ganz, also ohne vorheriges Spitzen, im Luftstrom eines Gebläses separiert.
Laut einer Statistik der während einer Epidemie von 1879 in Hessen an Menschenblattern (Pocken) Erkrankten befanden sich einige Kranke im Kreis Groß-Gerau, von denen drei starben. Als mögliche Urheberin wurde eine 18-Jährige vermutet, die in einer Hasenhaarschneiderei arbeitete. Bekannt ist, dass die Ansteckung mit Pocken durch Einatmen von Staub möglich ist, wie zum Beispiel beim Ausschütteln von Kleidung. Das Unternehmen bezog Ware aus Polen und Russland, unter der sich nicht selten getragene Pelze befanden. Eine derart lange Überlebenszeit des außerhalb des Körpers recht langlebigen Pockenvirus ist allerdings eher nicht anzunehmen.
Eine wesentliche Gefährdung der in der Hutindustrie arbeitenden Menschen, auch der Hasenhaarschneider, war die als „Hutmachersyndrom“ bekannt gewordene Erkrankung. Der Engländer Lewis Carroll hat den „Verrückten Hutmacher“ in Alice im Wunderland in Erinnerung gehalten, der mit der Redewendung „verrückt wie ein Hutmacher“ besonders in die englischen Redensarten Aufnahme fand. Die Wendung „mad as a hatter“ geht darauf zurück, dass Hutmacher wegen der bei ihrem Handwerk eingesetzten Materialien oft an den Folgen von Quecksilbervergiftungen litten.

### Kelsterbach
Im Jahr 2005 erhielten drei Schüler aus Mainz aus der Hand von Bundespräsident Horst Köhler einen von bundesweit fünf ersten Preisen für ihre Arbeit Das geschlossene Fenster. Hasenhaarschneider in Kelsterbach. Der Titel bezieht sich darauf, dass selbst ein kleiner Luftzug die feinen Haare durcheinandergewirbelt hätte. Entsprechend den Recherchen der Schüler kam das Hasenhaarschneiden mit den Hugenotten ins heutige Rhein-Main-Gebiet. Die Nachfrage wurde durch führende Hofbeamte aus dem Rhein-Main-Gebiet belebt, die Interesse an Hüten aus Hasenhaar zeigten. Auch wurde der Nachschub von Biberpelzen durch den 1763 von Frankreich verlorenen Krieg, bei dem die nordamerikanischen Kolonien an die Briten fielen, weitgehend abgebrochen, was die wenigen noch produzierten Biberhaarhüte erheblich verteuerte. Nachdem die örtliche Fayence-Fabrik ihren Betrieb eingestellt hatte, bot sich für die arme Bevölkerung des 1200 Einwohner zählenden Ortes mit der Hasenhaarschneiderei eine neue Erwerbsquelle, die dann fast jeden zweiten Einwohner ernährte.
Auf einer Sandbank im Mainbogen von Kelsterbach wuschen Frauen und Kinder die Felle. In Holzrahmen spannten sie die Felle zum Trocknen auf oder breiteten sie auf einer Wiese aus. Nachdem sie gewalkt und aufgeraut waren, wurden sie in einer Lösung aus Salpetersäure und Quecksilber zur Öffnung der Oberflächenstruktur gebeizt. Zeitzeugen konnten noch von dem „unerträglichen Gestank“ berichten, der von der Beizküche in der Kelsterbacher Schulstraße ausging. Die Arbeit muss äußerst gesundheitsschädlich gewesen sein (bei einer Wiener Hasenhaarschneiderei wurde 1895 explizit von „einer sehr gesundheitsschädlichen Arbeit“ gesprochen). Das Gefährlichste war eine schleichende Vergiftung durch Quecksilberdampf. Bereits 1912 schrieb der Arzt und Sozialhygieniker Ludwig Teleky in einer Schrift des Instituts für Gewerbehygiene in Frankfurt am Main, dass sich „[e]rhebliche Gefahren der Quecksilbervergiftung […] auch in der Hasenhaarschneiderei“ zeigten. Es handele sich um eine „Mittelform“ der Quecksilbervergiftung. Erst um das Jahr 1932 wurde eine quecksilberfreie Beize entwickelt. Aber auch ein Teil der beim Scheren oder mit dem Rupfeisen abgetrennten Härchen wurde von den Arbeitern eingeatmet. Die meisten litten daher unter chronischen Brust-, Lungen- und Kehlkopferkrankungen, klagten über verstärkten Speichelfluss und entzündete Augen.
Neben den Haarschneidebetrieben bestanden in Kelsterbach zahlreiche Hausbeizen, von denen jedoch die meisten nicht beizten, sondern sich nur auf das Haarschneiden beschränkten. Das Schneiden der Haare geschah mit speziellen Scheren und Kämmen, von denen sich noch einige im Fundus des Stadtmuseums „Haus zum Löwen“ befinden. Aus den gebeizten Haaren entstand ein Filz, der zum „Hutstumpen“ geformt wurde. Die Isenburgerin Marianne Streb berichtete 2015, dass sie sich noch an die Hasenhaarschneiderei erinnern konnte: „In Isenburg gab es damals zwei Hutstumpenfabriken“. Harald Streb besaß ein Dokument, das den 1842 geborenen Peter Streb und den 1870 geborenen Peter Ignaz Streb als Mitglieder der Zunft der Hasenhaarschneider in Isenburg auswies.
Meyers Konversations-Lexikon von 1905 erwähnte Hasenhaarschneidereien, neben Kelsterbach, auch für Münster (Hessen). Seit Anfang des 20. Jahrhunderts wandten sich die Haarschneider anderen Berufen zu, die besser bezahlt waren und meist humanere Arbeitsbedingungen boten.

### Ober-Roden und Urberach
Vor 1900 entstanden in Ober-Roden, heute ein Stadtteil von Rödermark im südhessischen Landkreis Offenbach, viele kleine Hasenhaarschneidereien. Im Jahr 1863 gründete das in Frankfurt ansässige Filzhutstoffwerk C. F. Donner eine Filiale in Ober-Roden, zunächst in der Frankfurter Straße, ab 1920 in einem Neubau in der Dieburger Straße 46. Bloch & Hirsch aus Offenbach am Main folgte 1892 mit einer Zweigstelle in Urberach und 1897 einer in Ober-Roden in der Darmstädter Straße, 1907 verlegten sie ihren Sitz in ein von ihnen in Urberach neu errichtetes Hutstoffwerk, eines der modernsten der damaligen Zeit. Alle Filialen waren Hasenhaarschneidereien.
Bereits Mitte des 19. Jahrhunderts wurde in Offenbach am Main die „Hasenhaarschneiderei der Wwe. Kugler-Zinn“ als eine der „schon aus früherer Zeit renommirte[n] Fabriken“ erwähnt.
Im Jahr 1893 nahm die Hasenhaarschneiderei von Balthasar Jäger in der Urberacher Kreuzgasse 14 den Betrieb auf, später kam die Jäger & Neidhardt Kommanditgesellschaft hinzu. Bereits 1888 hatte Jäger in der Darmstädter Straße ein Unternehmen gegründet, das aber nur kurze Zeit später von Bloch & Hirsch übernommen wurde. 1932 nahm mit Böffinger & Eichler, auch in Ober-Roden, noch einmal eine Hutstofffabrik ihre Arbeit auf – anfangs in der Frankfurter Straße 58. 1936 erhielt sie die Genehmigung, ihren Betrieb in einem stillgelegten Gaswerk auszubauen und fortzusetzen.

### Sossenheim
Im seit 1928 zu Frankfurt am Main gehörenden Sossenheim war die Bevölkerung von überwiegend kleinbäuerlicher Landwirtschaft geprägt. Seit etwa 1820 wurde die in Heimarbeit betriebene Hasenhaarschneiderei ein wichtiger Erwerbszweig, der um 1880 seinen Höhepunkt erreicht hatte. Um 1910 gab dort der letzte Hasenhaarschneider sein Handwerk auf.

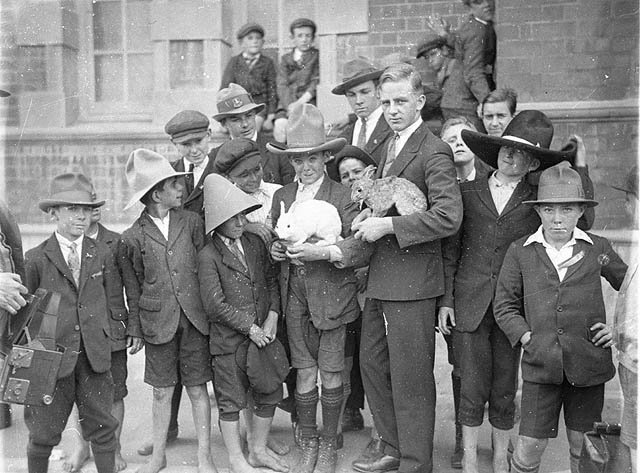
Australische Schüler mit Hüten der Marke „Akubra“ aus Hasen- oder Kaninchenfilz und einem weißen und einem wildfarbenen Kaninchen (1927)

## Weiterverarbeitung
Wie John Thomson feststellte, ergeben ein bis zwei Jahre gelagerte Haare durch ihre rauer gewordene Oberfläche einen besseren Filz als die von kurz vor der Verarbeitung abgezogenen Tieren. Für einen Hut werden Haare von 3 ½ bis 5 Hasenfellen gebraucht. Auch ein Vermischen mit anderen Haaren, vor allem Schafwolle, ist üblich.

## Zahlen, Fakten
- Im Mai 1826 kostete das Pfund Hasenhaar in Hamburg 6 bis 21 Mark Banco; in Amsterdam das Rückenhaar 14 bis 26 Mark, das Seitenhaar 6–8 fl. d. n. Pfund.[25]
- Anfang des 20. Jahrhunderts wurden Hasenfelle in großer Menge für Hutfilze gebraucht. Sie wurden für diesen Zweck zwar von vielen Rauchwarenhändlern geführt, für die Pelzverarbeitung hatten sie sich bis dahin aus technischen Gründen jedoch als wenig geeignet gezeigt, auch bricht das Grannenhaar leicht und trägt sich daher schnell ab. Hinzu kommt, dass „die Felle meist von unzähligen Schrotlöchern durchsetzt“ sind.[26] In einer Tabelle der Haltbarkeit der einzelnen Fellarten ist das Hasenfell als der am wenigsten haltbare Pelz aufgeführt.[27] Für Filzzwecke waren die Felle deutscher Winterhasen jedoch sehr gesucht. Sie erzielten 1911 im Großhandel 90 Pfennig das Stück, 1909 waren es noch über 2 Mark gewesen. Sommerfelle, eigentlich waren es wegen der Schonzeit vom 15. Februar bis 1. September Herbstfelle, hatten weniger Wert. Es kamen jährlich mindestens 5 bis 10 Millionen Hasenfelle in den Handel, immer in Ballen von 500 Stück gepackt. Die in Amerika als Schädlinge angesehenen Hasen wurden stark verfolgt, zeitweilig durch Prämien angespornt. Ihre Felle blieben ungenutzt. Wildkaninfelle zum Haarscheren kosteten je nach Größe 10 bis 20 Pfennig, Winterfelle 30 bis 60 Pfennig.[28][29]
- In einem Fachverzeichnis der Pelzbranche der DDR des Jahres 1950 ist neben der Hutstofffabrik Willy Feye in Leipzig die Huthaarfabrik Nagel und Kießig im an Leipzig angrenzenden Taucha aufgeführt.[30]
- Im Jahr 1964 betrugen in der DDR die Anteile nach den Verwendungsarten am Gesamtaufkommen an den für Pelzzwecke deutlich besser geeigneten Kaninfellen:
  - 33,8 % für die Pelzherstellung
  - 13,2 % für die Lederherstellung
  - 53,0 % für die Hutstoffherstellung.[31]
  - Der Anfall der fast ausschließlich aus privater Haltung stammenden Kaninfelle wurde in vier Güteklassen sortiert:
    - Güteklasse 1 nur Kaninfelle für die Rauchwarenindustrie (Pelze)
    - Güteklassen II und III für die Rauchwaren-, Leder und Hutstoffindustrie
    - Güteklasse IV nur für die Hutstoffindustrie.[31]

  - Wenn für Kaninfelle geringerer Qualität, die von ihrer Beschaffenheit eigentlich Pelzrohfelle waren, zeitweilig kein Bedarf vorhanden war, wurden sie der Hutstoffindustrie zugeführt. Bei hoher, modebedingter Nachfrage wurden auch geringere Qualitäten für Pelzzwecke genutzt, wodurch die Verteilung nicht gleichbleibend war.[31]